# Chiron World Sports Cars
Chiron World Sports Cars là một công ty của Anh, có trụ sở tại Worcester, chuyên thiết kế và chế tạo những chiếc xe đua. Công ty được thành lập vào năm 2002 bởi Henry Nickless. Cho đến nay Chiron mới chỉ chế tạo những chiếc xe nguyên mẫu thể thao, nhưng đã làm việc trên các bộ phận công suất động cơ nhỏ hơn lên đến 2000cc, nhiều trong số đó được gọi là Supersports. Thiết kế LMP3 đã giành được các danh hiệu ở châu Âu và Úc, sử dụng động cơ Vauxhall và Toyota.